# 541

## Decese
- dată necunoscută: Vitiges  (n. ?)
- mai: Ildibad  (n. ?)
- dată necunoscută: Eraric  (n. ?)